# Kopačka (dança folclórica)
Kopačka é uma oro tradicional macedónia, dança folclórica, da região de Pijanec, uma cordilheira na parte oriental da Macedónia do Norte.
Kopačka é tradicionalmente executado por homens dançarinos. É uma dança rápida, com movimentos rápidos em meio pé, com saltos extensos, movimentos laterais e movimentos de tesoura. Os dançarinos seguram seus cintos com a mão esquerda sobre a direita e começam a dança em uma posição de semicírculo. O ritmo da dança é  .
Esta dança foi introduzida pela primeira vez no Tanec (o grupo nacional de apresentações folclóricas da Macedónia do Norte) pelos dançarinos da aldeia. O nome original da dança era Sitnata (em macedônio: Ситната). Tanec mudou o nome para Kopačka e a dança posteriormente se tornou tão famosa que os moradores adotaram o nome Kopačka tanto para a dança quanto para o nome do grupo, para lembrar a todos de onde essa dança veio originalmente.
A dança é baseada na combinação de duas músicas: Dimna Juda para a parte lenta e andante da dança, e Derviško Dušo para a parte rápida da dança.

## História
A kopaczka é dançada pelos melhores dançarinos em casamentos, reuniões e eventos que celebram feriados religiosos. Tradicionalmente, a dança é executada em semicírculo por 6 a 9 dançarinos, acompanhados por tambores, violinos e, às vezes, tamburas ou gaitas de foles. Os papéis principais são desempenhados por três dançarinos – o líder, o último e o do meio, cuja tarefa é manter o ritmo das partes direita e esquerda do semicírculo. Os homens seguram os cintos e os braços para manter o equilíbrio à medida que o ritmo aumenta. Inicialmente, os dançarinos dançam lentamente, aumentando gradualmente o ritmo. Os dançarinos jovens ou iniciantes começam ocupando os últimos lugares do semicírculo e, à medida que progridem, vão se aproximando do centro. Na aldeia de Dramcze, a tradição da dança é mantida pelo grupo folclórico "Kopaczka", que existe desde 1948. A nomeação da dança para inclusão na Lista do Património Cultural Imaterial da UNESCO foi precedida pela decisão de 8 de agosto de 2012 sobre a proteção da dança a nível nacional.

## Biografia
- Dimovski, Mihailo. (1977:80-6). Danças folclóricas macedônias (em macedônio: Македонски народни ора). Escópia: Naša kniga e Instituto de folclore